# Abeer Odeh
Abeer Odeh (en arabe عبير عودة, ʿAbīr ʿŪda), née à Jérusalem le 17 juillet 1961, est une femme politique palestinienne. Elle a été la première femme à occuper le poste de ministre de l'Économie nationale de l'Autorité nationale palestinienne. Elle a occupé un certain nombre de postes internationaux dans les domaines de la finance et de l'économie. Elle est actuellement ambassadrice de la Palestine en Italie depuis septembre 2019.

## Biographie
Abeer Odeh est titulaire d'un diplôme de comptabilité de l'Université de Beir Zeit en Cisjordanie. Elle a obtenu son MBA à la Kellogg School of Management de la Northwestern University entre 1999-2001 aux États-Unis. Elle est également certifiée par l'American Institute of Certified Public Accountants.

## Parcours politique
Abeer Odeh a occupé plusieurs postes de direction dans le secteur privé et auprès d'organismes donateurs. Elle a travaillé comme auditrice dans le secteur public de 1987 à 1995. Elle a travaillé comme gestionnaire de projet à la Banque mondiale de 1998 à 2000. De 2001 à 2009, elle a travaillé comme analyste financière principale pour l'Agence américaine pour le développement international en Cisjordanie et à Gaza. Elle travaille pendant six ans en tant que directrice exécutive de l'Autorité palestinienne des marchés de capitaux, de 2009 à 2015. En 2015, elle est nommée ministre de l'Économie nationale de la Palestine, devenant ainsi la première femme à occuper ce poste. Elle occupe le poste de ministre pendant trois ans. Depuis 2019, elle est ambassadrice de l'État de Palestine en Italie.
En tant que ministre, elle a présidé l'Agence palestinienne de promotion des investissements, l'Autorité des parcs industriels et des zones franches et l'Institut palestinien de normalisation. Abeer Odeh défend les droits des Palestiniens. En tant qu'ambassadrice de Palestine en Italie, elle a publié une déclaration appelant au soutien international des droits des Palestiniens. Elle y souligne les efforts pacifiques de résistance de la Palestine, mais note également qu'« il est compréhensible qu'un peuple opprimé tente d'exercer son droit à l'autodéfense »,
.